# Get Down Tonight
Get Down Tonight è un singolo dei KC and the Sunshine Band pubblicato nel 1975 nell'omonimo album.
È cantata da Harry Casey e da Richard Finch.

## Classifiche
| Classifica (1975)               | Posizione massima |
| ------------------------------- | ----------------- |
| U.S. Billboard Hot 100          | 1                 |
| U.S. Billboard Hot Soul Singles | 1                 |
| Canada                          | 1                 |
| Paesi Bassi                     | 5                 |
| Italia                          | 9                 |
| Official Singles Chart          | 21                |